# Гадзольдо-дельи-Ипполити
Гадзольдо-дельи-Ипполити (итал. Gazoldo degli Ippoliti) — коммуна в Италии, располагается в регионе Ломбардия, в провинции Мантуя.
Население составляет 2574 человека (2008 г.), плотность населения составляет 204 чел./км². Занимает площадь 12 км². Почтовый индекс — 46040. Телефонный код — 0376.
Покровителем коммуны почитается святой мученик Ипполит, в честь которого освящён храм, празднование 13 августа. Также в коммуне имеется приходской храм, освящённый в честь Пресвятой Богородицы.

## Демография
Динамика населения:

## Администрация коммуны
- Официальный сайт: https://web.archive.org/web/20070929203035/http://www.comune.gazoldo-degli-ippoliti.mn.it/